# گمینا کوژننا
گمینا کوژننا (به لهستانی:  Gmina Korzenna) یک گمینا در لهستان است که در شهرستان نوو سانچ واقع شده‌است. گمینا کوژننا ۱۰۶٫۷۸ کیلومتر مربع مساحت و ۱۳٬۳۷۷ نفر جمعیت دارد.